# Ченнай
Ченнай (там. சென்னை), до 1996 року Мадрас (там. மெட்ராஸ்) — місто в Індії, адміністративний центр штату Тамілнад. Четверте за населенням місто країни після Мумбай, Делі, Колкати; 37-а за населенням міська агломерація у світі. Засноване в 1639 році на Коромандельському березі (південно-східне узбережжя Індії, що омивається водами Бенгальської затоки). Місто називають «Воротами до Південної Індії».

## Походження назви
Стара назва міста походить від містечка Мадраспатнам, вибраного Британською Ост-Індійською компанією при заснуванні торгової колонії. Інший населений пункт, Ченнапатнам, розташовувався дещо південніше; пізніше, коли поселення злилися, британці віддали перевагу назві «Мадрас». У 1996 році місто було перейменоване на Ченнай, оскільки правляча націоналістична Бхаратія джаната парті вважала, що назва «Мадрас» має португальське походження (хоча ця гіпотеза і не є загальноприйнятою).

## Географія
Ченнай розташований на південно-східному узбережжі Індії в північно-східній частині штату Таміл-Наду на плоскій прибережній рівнині, відомій як Східна прибережна рівнина. Середня висота міста над рівнем моря становить близько 6,7 метра, а висота найвищої точки становить 60 метрів. Ченнай розташовується за 2 184 кілометра на південь від Делі, за 1 337 кілометрів на південний схід від Мумбаї і за 345 кілометрів на схід від Бангалора (по шосе). Дві великі річки течуть через Ченнай: річка Куум тече через центр міста, річка Адьяре — через його південну частину. Третя річка, Корталайяр, тече через північні окраїни міста перед впаданням в Бенгальську затоку. Води річок сильно забруднені.

## Клімат
Ченнай розташоване в зоні саванного клімату (Aw за класифікацією кліматів Кеппена). Найжаркіша частина року — пізній травень і початок червня, цей період місцеві жителі називають «Агні накшатра» («зірка вогню»), максимальні температури досягають 35-40° С. Найпрохолодніший місяць року — січень, з мінімальними температурами близько 19-25° C. Найнижча зареєстрована температура становила 13,9° C (11 грудня 1895 року і 29 січня 1905 року). Найвища зареєстрована температура становила 45° C (31 травня 2003 року). Середньорічна кількість опадів становить близько 1400 мм.
| Клімат Ченнай, Індія (1981–2010)                                          | Клімат Ченнай, Індія (1981–2010) | Клімат Ченнай, Індія (1981–2010) | Клімат Ченнай, Індія (1981–2010) | Клімат Ченнай, Індія (1981–2010) | Клімат Ченнай, Індія (1981–2010) | Клімат Ченнай, Індія (1981–2010) | Клімат Ченнай, Індія (1981–2010) | Клімат Ченнай, Індія (1981–2010) | Клімат Ченнай, Індія (1981–2010) | Клімат Ченнай, Індія (1981–2010) | Клімат Ченнай, Індія (1981–2010) | Клімат Ченнай, Індія (1981–2010) | Клімат Ченнай, Індія (1981–2010) |
| Показник                                                                  | Січ.                             | Лют.                             | Бер.                             | Квіт.                            | Трав.                            | Черв.                            | Лип.                             | Серп.                            | Вер.                             | Жовт.                            | Лист.                            | Груд.                            | Рік                              |
| Абсолютний максимум, °C                                                   | 34,4                             | 36,7                             | 40,6                             | 42,8                             | 45,0                             | 43,3                             | 41,1                             | 40,0                             | 38,9                             | 39,4                             | 35,4                             | 33,0                             | 45,0                             |
| Середній максимум, °C                                                     | 29,3                             | 30,9                             | 32,9                             | 34,5                             | 37,1                             | 37,0                             | 35,3                             | 34,7                             | 34,2                             | 32,1                             | 29,9                             | 28,9                             | 33,1                             |
| Середній мінімум, °C                                                      | 21,2                             | 22,2                             | 24,2                             | 26,6                             | 28,0                             | 27,5                             | 26,4                             | 25,9                             | 25,6                             | 24,6                             | 23,1                             | 21,9                             | 24,8                             |
| Абсолютний мінімум, °C                                                    | 13,9                             | 15,0                             | 16,7                             | 20,0                             | 21,1                             | 20,6                             | 21,0                             | 20,6                             | 20,6                             | 16,7                             | 15,0                             | 13,9                             | 13,9                             |
| Середня кількість сонячних годин на місяць                                | 268,3                            | 268,1                            | 293,6                            | 290,2                            | 279,9                            | 202,6                            | 185,2                            | 193,6                            | 198,6                            | 194,6                            | 182,7                            | 204,3                            | 2761,7                           |
| Норма опадів, мм                                                          | 25.9                             | 3.4                              | 3.5                              | 14.4                             | 34.2                             | 55.8                             | 103.8                            | 126.8                            | 147.7                            | 315.6                            | 374.4                            | 177.4                            | 1382.9                           |
| Днів з опадами                                                            | 1,4                              | 0,8                              | 0,3                              | 0,8                              | 1,8                              | 4,0                              | 6,5                              | 7,7                              | 7,3                              | 10,9                             | 11,5                             | 5,8                              | 58,8                             |
| Вологість повітря, %                                                      | 73                               | 72                               | 70                               | 69                               | 62                               | 57                               | 64                               | 66                               | 72                               | 77                               | 78                               | 77                               | 70                               |
| ------------------------------------------------------------------------- | -------------------------------- | -------------------------------- | -------------------------------- | -------------------------------- | -------------------------------- | -------------------------------- | -------------------------------- | -------------------------------- | -------------------------------- | -------------------------------- | -------------------------------- | -------------------------------- | -------------------------------- |
| Джерело: India Meteorological Department (temperatures and precipitation) |                                  |                                  |                                  |                                  |                                  |                                  |                                  |                                  |                                  |                                  |                                  |                                  |                                  |

## Транспорт
З червня 2015 року в місті працює метрополітен.

## Уродженці
- Індра Нуї (* 1955) — американська підприємиця індійського походження. Голова ради директорів і CEO компанії PepsiCo.
- Пріта Крішна (* 1974) — індійська педагогиня з духовностї та філософії.

## Галерея

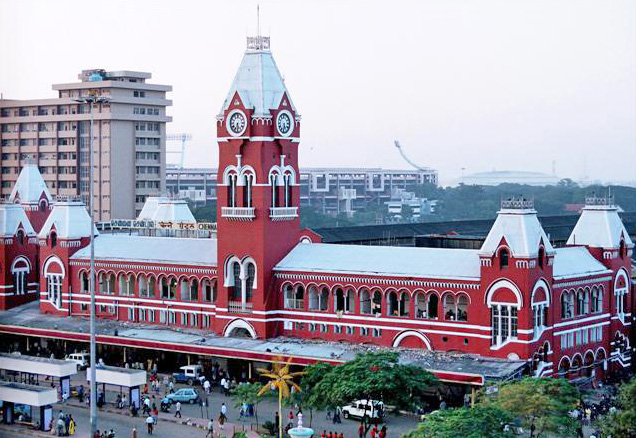
Вокзал
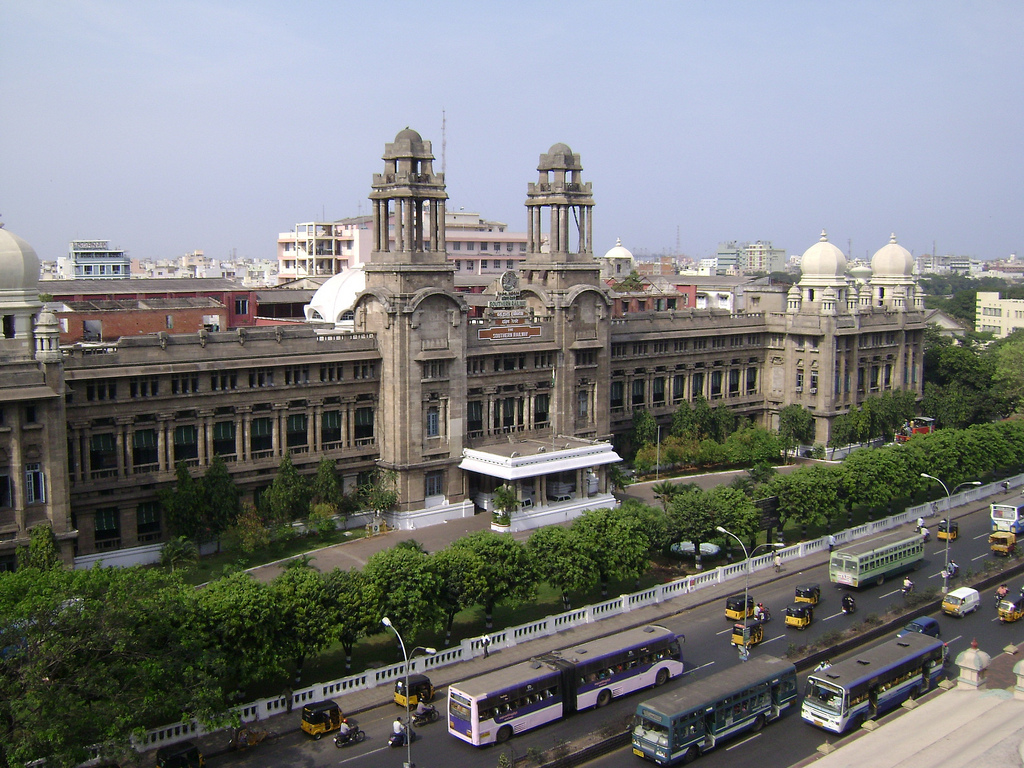
Управління Південної залізниці
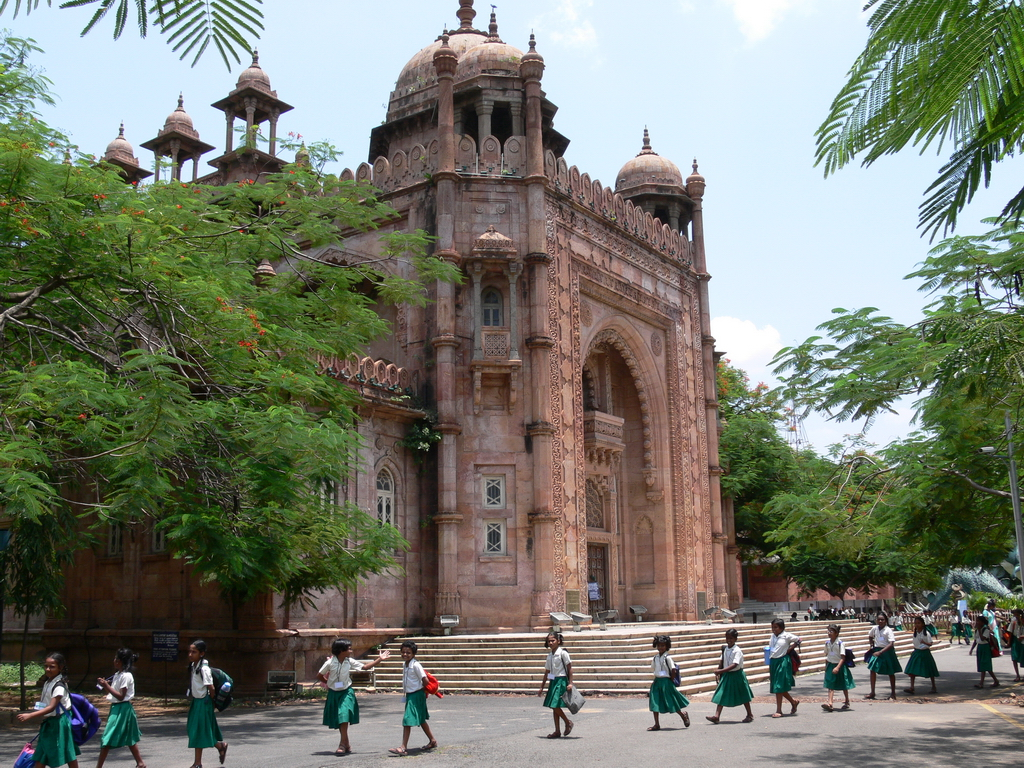
Національна картинна галерея Ченная
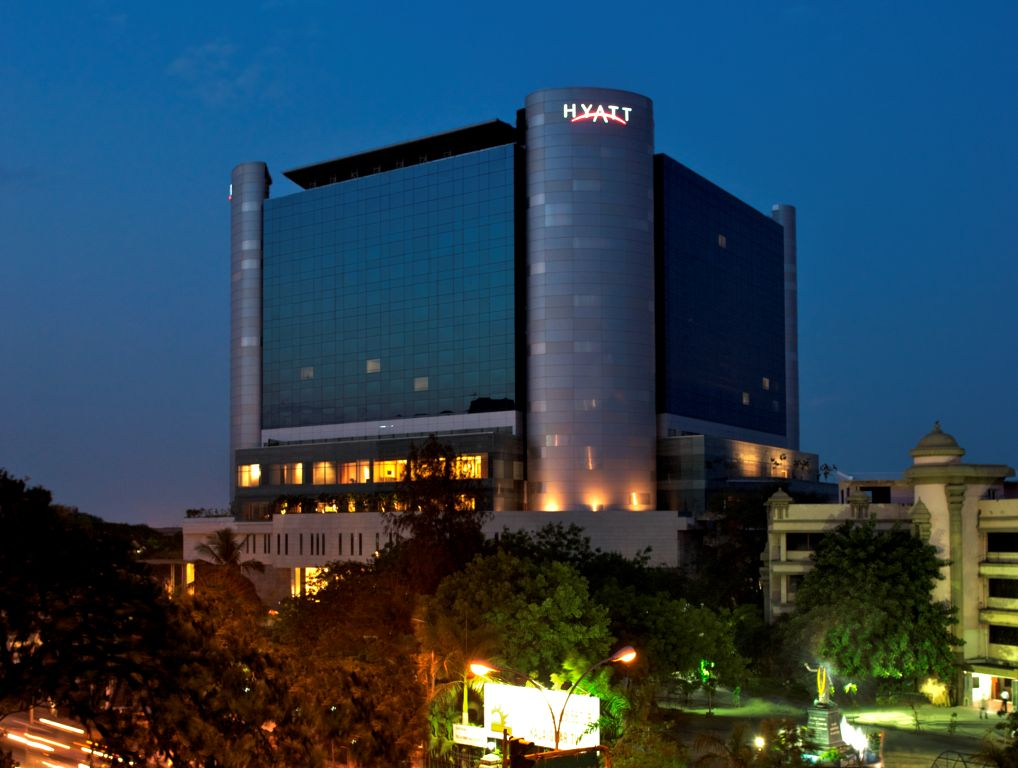
Готель «Hyatt»
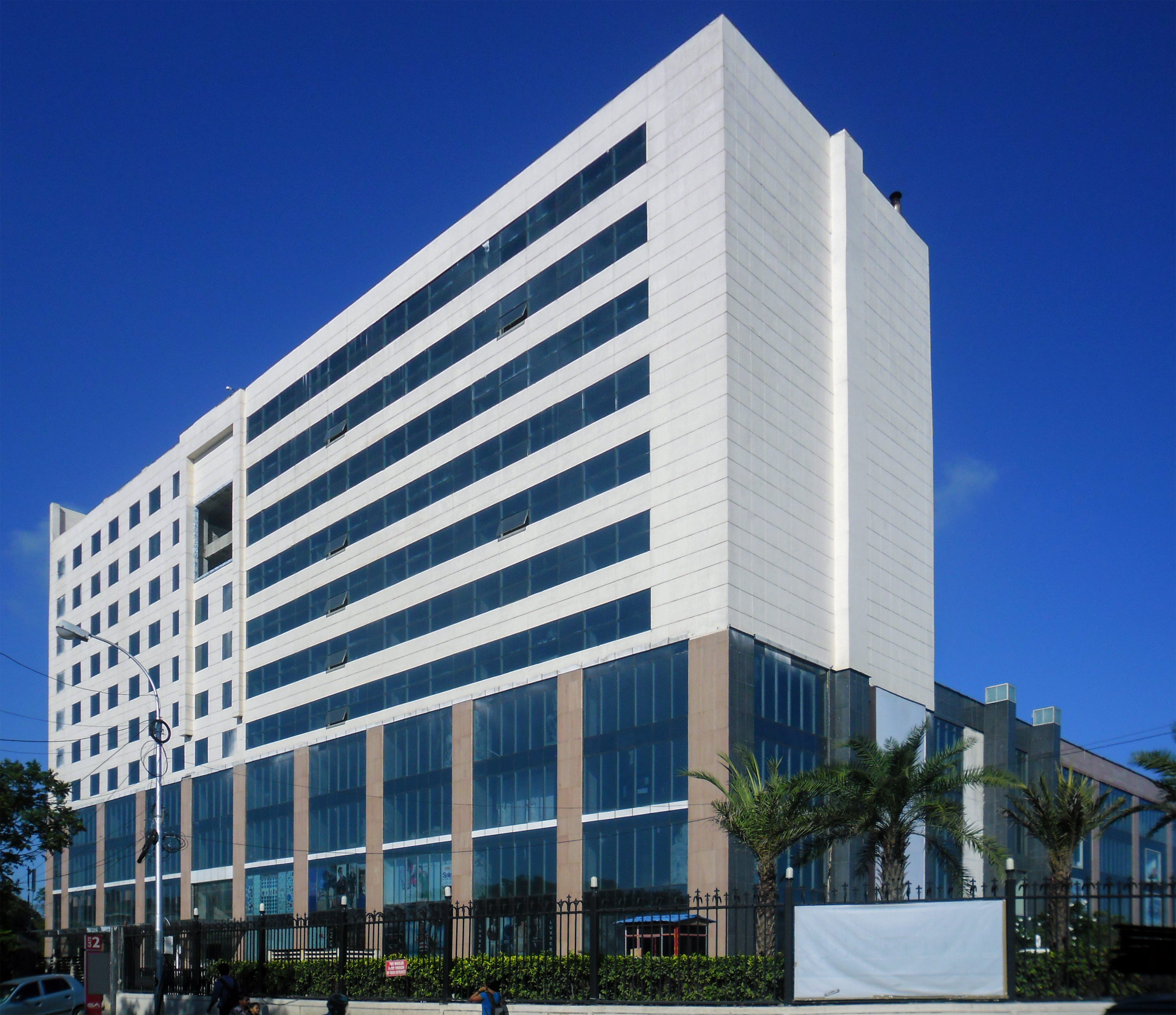
Торговий центр «Express Avenue»
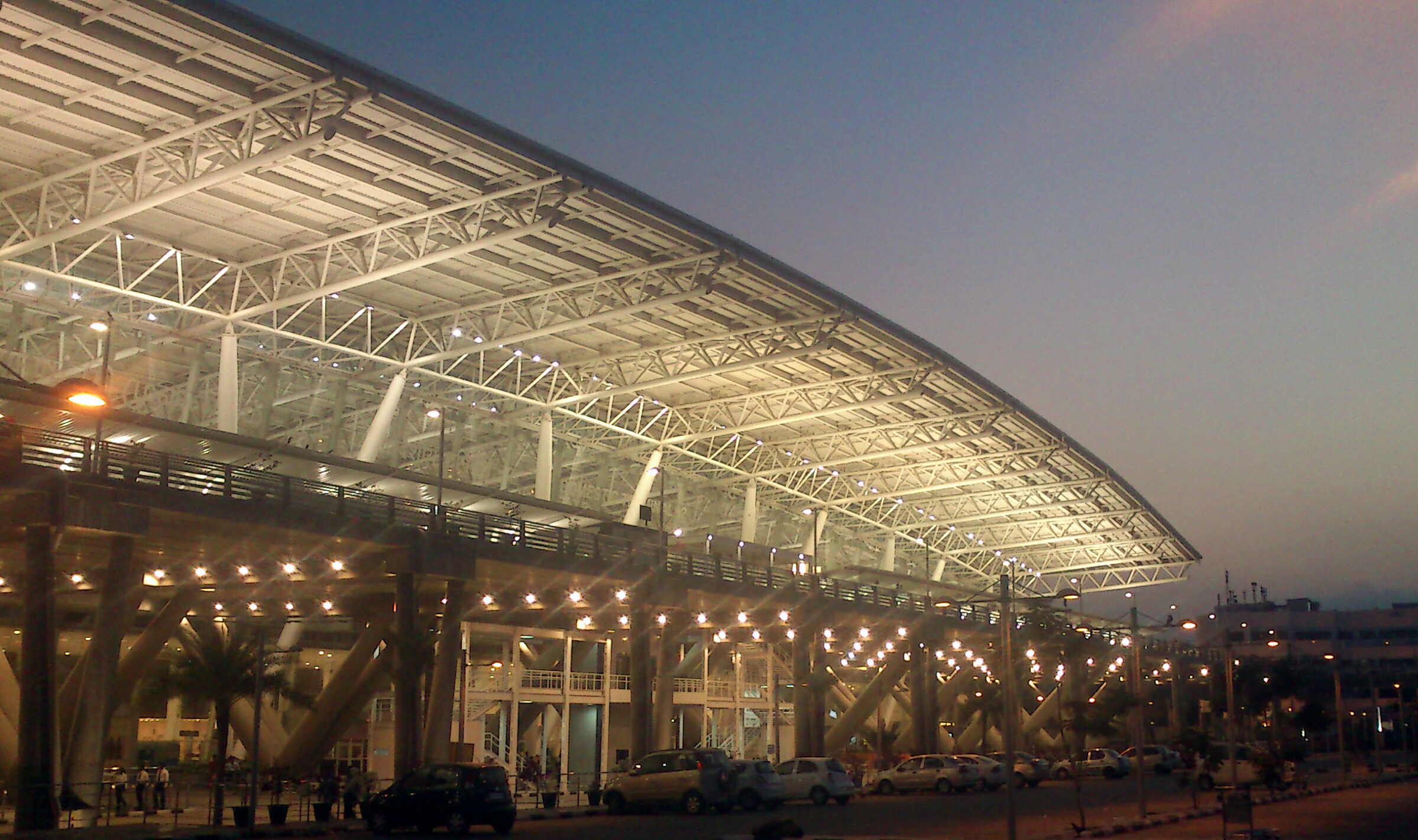
Міжнародний аеропорт Ченнай
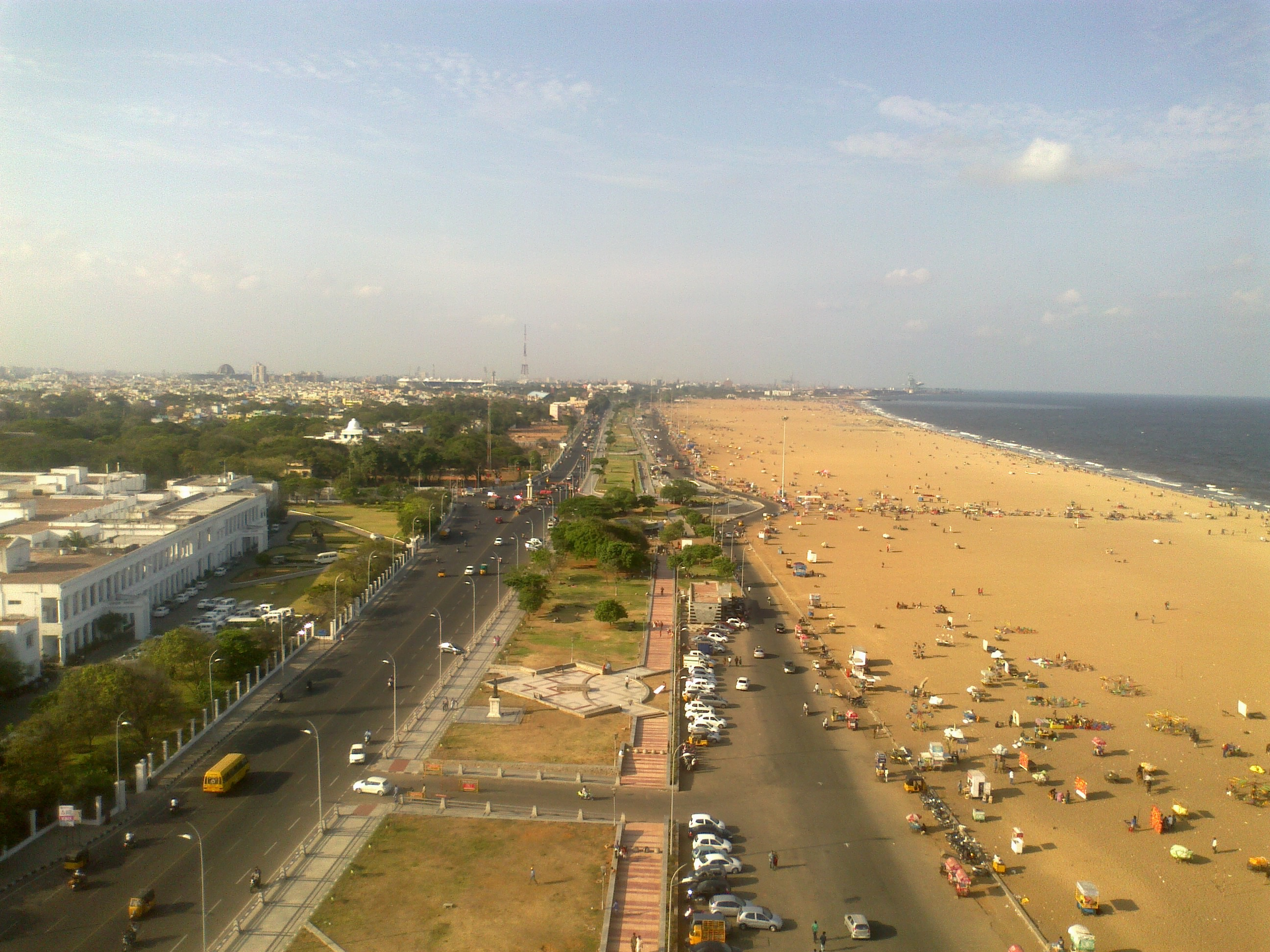
Пляж «Marina Beach»
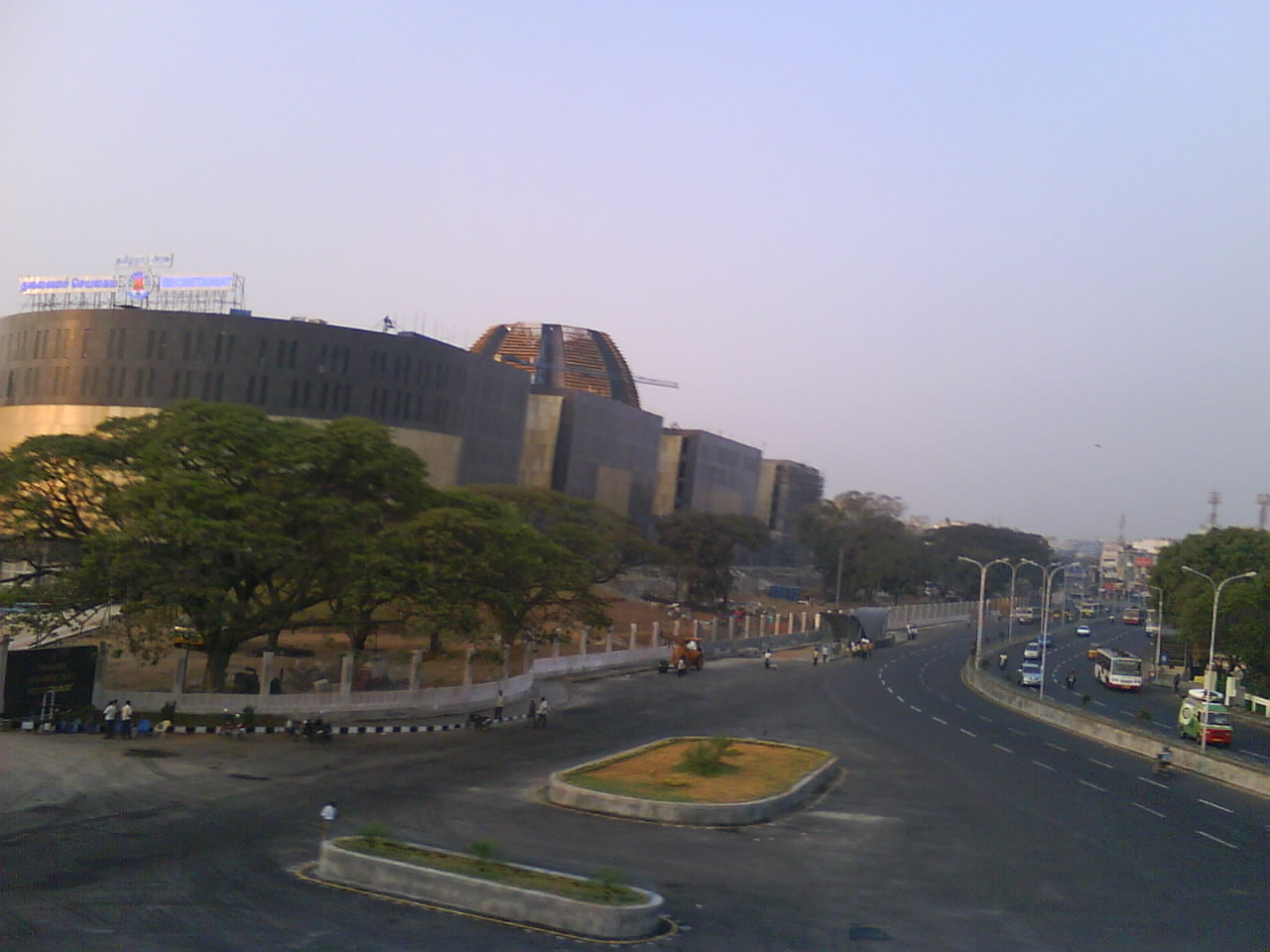
Державна клініка в Таміл Наду
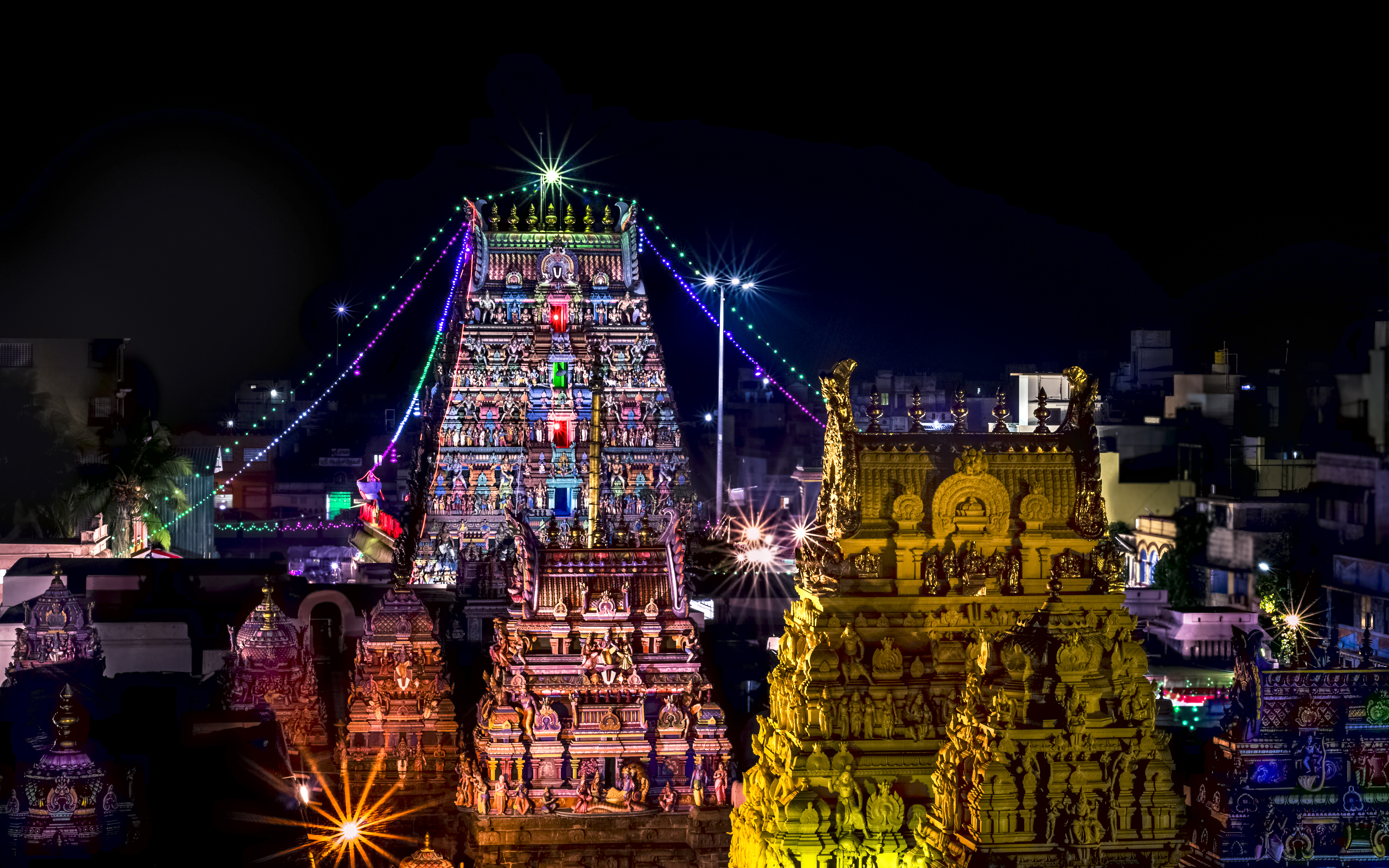
Храм Партасараті під час фестивалю